# Olimpijsko primirje
Olimpijsko primirje je razdoblje mira i prekida sukoba između grčkih polisa u drevnoj Grčkoj. Ime "olimpijsko" dobiva jer stupa na snagu početkom Olimpijskih igara, i traje do nijhovog kraja, odnosno 5 dana. Za vrijeme tog primirja, prekidaju se sve vrste sukoba između polisa, svi ratovi, nemiri i svađe.